# ایده‌ی اصلی
ایده اصلی فیلمی به کارگردانی آزیتا موگویی و تهیه کنندگی مهدی کریمی تفرشی نوشته امیر عربی محصول سال ۱۳۹۷ ایران می‌باشد. این فیلم برای نخستین بار در سی و هفتمین دوره جشنواره فیلم فجر به نمایش درآمد.
فیلم ایده اصلی در تاریخ ۱۶ مرداد ۱۳۹۸ در سینماهای ایران اکران شد.

## داستان فیلم
ایران و اسپانیا برای راه‌اندازی یک پروژه بزرگ در جزیره هندورابی در جنوب ایران به توافق رسیده‌اند، شرکت‌ها و افراد بسیاری به طمع برنده شدن در این مناقصه شرکت کرده‌اند. مهندس سعید پارسا که چند سالی است از همسرش رؤیا عضدی جدا شده و رئیس یکی از شرکت‌های حاضر در مناقصه است. دیگران نیز با اهداف متفاوت سعی در برنده شدن در این مناقصه سرنوشت ساز را دارند. رسیدن به موفقیت برای آدم‌های این داستان به پیچیدگی‌هایی در روایت آن می‌شود.

## بازیگران
- بهرام رادان در نقش سعید پارسا
- مریلا زارعی در نقش رؤیا عضدی
- هانیه توسلی
- پژمان جمشیدی
- مهرداد صدیقیان
- شهباز نوشیر
- مأنوس گاوراس
- آندره‌آ ماچالکیدو
- ایرینا مانژوسوا
- واروارا لارمو
- علی جناب